# Upplands-Bro község
Upplands-Bro község (svédül: Upplands-Bro kommun) Svédország 290 községének egyike. Stockholm megyében található, székhelye Kungsängen.

## Települések
A község települései:
| Település          | Népesség | Megjegyzés         |
| ------------------ | -------- | ------------------ |
| Bro                | 7050     |                    |
| Brunna             | 3925     |                    |
| Håbo-Tibble kyrkby | 256      |                    |
| Kungsängen         | 9382     | a község székhelye |
| Mariedal           | 297      |                    |
| Rättarboda         | 237      |                    |
| Österhagen         | 213      |                    |

Sylta 2010-ben összeolvadt Kungsängennel.